# Paratoxopoda akuminamoya
Paratoxopoda akuminamoya är en tvåvingeart som beskrevs av Vanschuytbroeck 1961. Paratoxopoda akuminamoya ingår i släktet Paratoxopoda och familjen svängflugor.
Artens utbredningsområde är Kongo. Inga underarter finns listade i Catalogue of Life.